# Europaplads Station
Europaplads Station var en dansk jernbanestation på Grenaabanen, der lå ved Europaplads i Aarhus. Den lå omtrent samme sted, som hvor den nuværende letbanestation Dokk1 Station ligger.
Stationen blev etableret sammen med flere andre i forbindelse med åbningen af Aarhus Nærbane på den indre del af Grenaabanen 4. august 1979. Den erstattede stop for visse tog ved Århus Havnestation. Stationen var simpelt udført, idet den kun bestod af et spor og en perron med et hegn mod pladsen. Læskærmene var af Århus Sporvejes standardtype med store glaspartier, hvor de fleste andre stationer på nærbanen fik DSB's mere lukkede type.
Betjeningen af Europaplads Station ophørte ved et ekstraordinært køreplansskift 21. marts 2005 for at sikre en stabil drift på banen, indtil der kunne indsættes tog med bedre acceleration. I praksis blev betjeningen dog ikke genoptaget, men stationen var ikke desto mindre stadig optaget i DSB's køreplaner flere år efter, om end sådan at alle tog var anført som gennemkørende.
Nogle år efter anlagdes kulturhuset Dokk1 henover banen på stedet. Kulturhuset stod færdig i 2015 og huser blandt andet Aarhus' nye hovedbibliotek og borgerservicecenter. Desuden kunne stedet ved åbningen byde på noget så specielt som en jernbaneoverskæring med bomme for fodgængere under huset. Grenaabanens tog kom dog kun til at køre gennem huset på denne måde et års tid, for året efter blev driften på banen indstillet, da den skulle ombygges for at indgå i den nye Aarhus Letbane. I den forbindelse anlagdes der en ny Dokk1 Station på omtrent samme sted som den gamle. Den nye station kom til at ligge delvist under kulturhuset, som banen fortsat går under. Stationen åbnede 21. december 2017 som en del af letbanens første etape mellem Aarhus H og Aarhus Universitetshospital.